# デビッド・ウィートン
デビッド・ウィートン（David Wheaton, 1969年6月2日 - ）は、アメリカ・ミネソタ州ミネアポリス出身の元男子プロテニス選手。1990年の全米オープンと1991年の全豪オープンで、4大大会の男子ダブルスに2大会連続準優勝した選手である。シングルスでも1991年のウィンブルドンでベスト4進出があった。ATPツアーでシングルス3勝、ダブルス3勝を挙げたが、ダブルス準優勝が2度のグランドスラム大会を含めて12度あった。身長193 cm、体重84 kgの長身選手。

## 来歴
ウィートンはジュニア時代、1987年の全米オープンジュニア男子シングルス部門でアンドレイ・チェルカソフ（ソ連）を破って優勝したことがある。スタンフォード大学の学生テニス選手としてプレーした後、1988年に19歳でプロ転向。2年後の1990年、ウィートンは全豪オープンと全米オープンの2大会でベスト8に進出する。全豪オープンの準々決勝では、ウィートンはステファン・エドベリに 5-7, 6-7, 6-3, 2-6 で敗れた。全仏オープンは1回戦で敗退したが、ウィンブルドンでブラッド・ギルバートとの4回戦に進み、全米オープンで男子シングルス・ベスト8、男子ダブルス準優勝を記録する。シングルス準々決勝でジョン・マッケンローに敗れたウィートンは、男子ダブルスでポール・アナコーンとペアを組み、決勝で南アフリカペアのピーター・アルドリッチ＆ダニー・ヴィッサー組に 2-6, 6-7, 2-6 のストレートで敗れて準優勝になった。ウィートンとアナコーンは、この大会のシングルス3回戦で直接対決をしていた。
1991年の全豪オープンで、ウィートンは男子シングルス1回戦でブラッド・ギルバートに当たって敗退したが、男子ダブルスでパトリック・マッケンロー（ジョンの弟）とペアを組んで決勝に進む。ウィートンとP・マッケンローは、3回戦でアンダース・ヤリード（スウェーデン）＆ジョン・フィッツジェラルド（オーストラリア）、準決勝でマーク・ウッドフォード＆トッド・ウッドブリッジ（ともにオーストラリア）組を破って勝ち進んだが、決勝で同じアメリカのスコット・デービス＆デビッド・ペイト組に 7-6, 6-7, 3-6, 5-7 で敗れ、ウィートンは2大会連続でダブルス準優勝に終わった。この年のウィンブルドンで、デビッド・ウィートンはシングルスの自己最高成績を出し、ボリス・ベッカーとの準決勝に進出した。先立つ準々決勝で、ウィートンはアンドレ・アガシと顔を合わせる。第5シードのアガシは、ウィンブルドン選手権の主催者「オールイングランド・ローンテニス・アンド・クローケー・クラブ」が規定した「ウェアは白基調であること」のルールに反発していたが、1987年以来4年ぶりのウィンブルトン出場に踏み切った。2人のウェアは、アガシが全身すべてを（模様のない）真っ白の服でまとめたのに対し、ウィートンは頭髪のバンダナに米国国旗のデザインがあった。試合はウィートンが 6-2, 0-6, 3-6, 7-6, 6-2 でアガシに勝ったが、準決勝のベッカー戦では 4-6, 6-7, 5-7 のストレートで敗れた。1991年は年末の高額賞金大会「グランドスラム・カップ」で優勝がある。
しかし、ウィートンの好成績はあまり長く続かず、1992年以後は4大大会で4回戦以上に勝ち残れなくなった。1994年7月のニューポート大会が、ウィートンの最後のシングルス優勝になる。1998年全米オープンを最後に、彼は4大大会にも出場できなくなり、最後の数年間は男子ツアー下部組織の大会を回った。2001年に32歳で現役を引退した後は、男子テニスのシニア・ツアーを転戦する傍ら、ラジオのトークショーのホストを務めたり、著述や講演活動にも携わっている。